# Гинко
Гинко или мандаринско дрво (Gingko biloba), познато и под називима дрво дедова и унука, сребрна кајсија, бело воће, листопадно је дрво и једини представник истоименог раздела (Ginkgophyta). За њега се у српској литератури често срећу погрешни називи гингко и гинкго, иако је правописно нормиран само облик без другог г. Гинко је јединствена голосеменица која нема преживелих рођака.
Некада је ово дрво било широко распрострањено, у јури пре око стотину седамдесет милиона година. Тада су врсте овог рода насељавале скоро цело копно. Већина врста је ишчезла непосредно пре терцијера. Данас се као дивља врста дрвећа среће само у планинама југоисточне Кине (ендемит). Веома успешно се гаји у парковима и ботаничким баштама. Гаји се, и то вековима, у двориштима кинеских и јапанских храмова као свето дрво. Гинко је реликтна врста, живи фосил, која се до данас одржала још из мезозоика (према фосилним остацима).

## Опис биљке
Листопадно дрво високо до 40 m, разгранато са густом круном пирамидалног облика. Гране носе две врсте изданака, кратке и дугачке. На дугачким се налазе појединачни листови целом дужином, док су на кратким сакупљени у чуперке од 3-5 листова који су цели (нису урезани).
Листови су врло интересантног и специфичног облика и представљају главну препознатљиву особину ове биљке. Лиска је троугласто-округла и налази се на дугачкој дршци и на врху је више или мање урезана на два режња. Нерватура је рачваста. Гинко је дводома биљка што значи да се разликују мушке и женске биљке.
Мушки цветови су на кратким изданцима и имају облик ресе са пуно прашника. На мушким биљкама се на врховима кратких изданака образују висећи класићи (цвасти). Женски цвет има дугу дршку на чијем се крају налазе два семена заметка. Зрело семе је слично коштуници, дугачко око 3 cm. У пазуху листова на кратким изданцима женских биљака образују се семени замеци. Семе је обавијено меснатим омотачем врло непријатног мириса. (Зато се за дрвореде и паркове користе мушке биљке.) Спољашњи слој семењаче је заправо меснат и непријатног мириса када је зрео, а унутрашњи слој је тврд.

## Лековити састојци
Употребљавају се листови и семе ове биљке. Садрже велики проценат флавоноида, гликозида, гинколиде (пет врста откривених само у овој биљци), билобалиде, етарска уља, танинску киселину и др. Први екстракт из листа гинка произведен је тек 1965. г. (за то је др Кори добио Нобелову награду), иако је његова лековитост позната и традиционално се користи од давнина у медицини Далеког истока. Осим тога гинко је постао омиљена парковска врста јер је утврђено да пречишћава ваздух у градовима и добро подноси загађени ваздух.

## Деловање
Гинко побољшава мождану микроциркулацију, и на тај начин побољшава снабдевеност мозга кисеоником. Делује антиоксидативно, смањујући оксидацију масти и оштећења нервних ћелија услед оксидативног стреса. Антиагрегацијски ефекат се испољава као смањење могућности за настанак тромба, али у комбинацији са другим антиоксидансима може да доведе до крварења. Према неким ауторима екстракт гинка показује и неуропротективни ефекат. Гинколиди стимулишу одбрамбене механизме чиме побољшавају астматична и алергијска стања, бактеријске инфекције као и стања после можданог и срчаног инфаркта. 

## Примена
Гинко се користи за побољшање меморије и код поремећаја циркулације. Резултати научних истраживања о употреби гинка код деменције и Алцхајмерове болести су контрадикторни, јер по некима долази до побољшања, а по другима нема промена у меморији. Гинко спречава настанак тромба и развој инфаркта и шлога.
Примена гинка код младих особа (студенти) испољава ефекат 2 до 6 сати по узимању, а резултат је дозно зависан, тј. веће дозе екстракта гинка су показале значајније побољшање сазнајних способности и пажње. Гинко се користи и код оштећења вида: глауком, макуларна дегенерација, код поремећаја периферне циркулације (хладни удови, интермитентна клаудикација, Raynaud-ov синдром). Некад га препоручују и код трњења руку, вртоглавица, несвестица, зујања у ушима...
Немачка комисија Е је наводи као индикације за употребу екстракта листа гинка: сазнајне поремећаје (заборавност, учење) и поремећаје периферне циркулације. Светска здравствена организација је признала гинко као средство против деменције и Алцхајмерове болести. Препоручује се употреба 40mg екстракта листа гинка три пута дневно, али се користи и 120mg једанпут дневно. У неким случајевима користе се и већа дозе, код интензивног учења (240mg- 360 mg).

## Нежељена дејства
При употреби препарата од гинка треба се придржавати упутства за дозирање, јер прекорачење дозе може довести до анксиозности, несанице, мучнине и пролива. Истовремена примена других антикоагуланаса (ацетилсалицилна киселина, кумарини, варфарин) може довести до повећане склоности крварењу.

## Контраиндикације
Гинко не треба да узимају особе са поремећајима коагулације крви, епилепсијом, конвулзијама, труднице, дојиље. Две недеље пре хируршких интервенција треба престати употребљавати гинко, због могућности продуженог крварења постоперативно. 